# Padre Roma
José Inácio Ribeiro de Abreu e Lima, conhecido como Padre Roma, (Recife, 1768 — 29 de março de 1817) foi um religioso e revolucionário brasileiro. Um dos líderes da Revolução Pernambucana, foi preso e condenado à morte. 
O Padre Roma era pai de José Inácio de Abreu e Lima (1794-1869), conhecido como "General Abreu e Lima".

## Biografia
Filho de família nobre, resolveu dedicar-se à vida religiosa, entrando para o Convento do Carmo, em Goiana, Pernambuco. 
Transferindo-se para Coimbra, Portugal, concluiu o bacharelado em Teologia iniciado em sua terra natal.
Seguiu para Roma, onde ordenou-se sacerdote.
Voltando ao Brasil, participou da Revolução Pernambucana de 1817, em que foi um dos líderes, tendo sido, ao final, preso pelo Conde dos Arcos, quando se dirigia à Bahia com correspondências, para conseguir reforços para a Revolução, e executado, por não delatar os nomes dos revolucionários.

## Homenagens
Apesar da posição antagônica da Bahia na Revolução Pernambucana, Salvador homenageou o Padre Roma nos 200 anos de sua morte com um monumento no Campo da Pólvora e uma missa na Igreja de Sant'Anna, onde estão seus restos mortais.
Pelo menos 20 cidades no Brasil homenagearam o Padre Roma dando seu nome a logradouros os mais diversos e a instituições públicas.